# Raphael Onyedika
Raphael Onyedika Nwadike (Imo, 19 aprile 2001) è un calciatore nigeriano, centrocampista del Club Bruges e della nazionale nigeriana.

## Carriera

### Club
Cresciuto nel settore giovanile dell'Ebedei, nel 2019 viene acquistato dal Midtjylland; l'anno seguente viene prestato al Fredericia con cui debutta fra i professionisti il 13 settembre in occasione dell'incontro di seconda divisione vinto 2-1 contro il Kolding IF.
Il 28 agosto 2022 viene acquistato dal Club Bruges.

### Nazionale
Il 27 settembre 2022 esordisce in nazionale nell'amichevole persa 2-1 contro l'Algeria.
Il 16 giugno 2024 realizza la sua prima rete per la Nigeria nella sconfitta per 2-1 contro il Benin.

## Statistiche

### Presenze e reti nei club
Statistiche aggiornate al 12 gennaio 2025.
| Stagione           | Squadra            | Campionato         | Campionato | Campionato | Coppe nazionali | Coppe nazionali | Coppe nazionali | Coppe continentali | Coppe continentali | Coppe continentali | Altre coppe | Altre coppe | Altre coppe | Totale | Totale | Totale |
| Stagione           | Squadra            | Comp               | Pres       | Reti       | Comp            | Pres            | Reti            | Comp               | Pres               | Reti               | Comp        | Pres        | Reti        | Pres   | Reti   |        |
| ------------------ | ------------------ | ------------------ | ---------- | ---------- | --------------- | --------------- | --------------- | ------------------ | ------------------ | ------------------ | ----------- | ----------- | ----------- | ------ | ------ | ------ |
| 2020-2021          | Fredericia         | 1D                 | 19+9       | 2+1        | CD              | -               | -               | -                  | -                  | -                  | -           | -           | -           | 28     | 3      |        |
| 2021-2022          | Midtjylland        | SL                 | 22+9       | 2          | CD              | 6               | 1               | UCL+UEL+UECL       | 4+5+2              | 1+0+0              | -           | -           | -           | 48     | 4      |        |
| lug.-ago. 2022     | Midtjylland        | SL                 | 6          | 0          | CD              | 0               | 0               | UCL                | 3                  | 0                  | -           | -           | -           | 9      | 0      |        |
| Totale Midtjylland | Totale Midtjylland | Totale Midtjylland | 28+9       | 2          |                 | 6               | 1               |                    | 14                 | 1                  |             | -           | -           | 57     | 4      |        |
| ago. 2022-2023     | Club Bruges        | PL                 | 26+5       | 0          | CB              | 2               | 0               | UCL                | 7                  | 0                  | -           | -           | -           | 40     | 0      |        |
| 2023-2024          | Club Bruges        | PL                 | 21+9       | 0+3        | CB              | 2               | 0               | UECL               | 17                 | 1                  | -           | -           | -           | 49     | 4      |        |
| 2024-2025          | Club Bruges        | PL                 | 19         | 1          | CB              | 4               | 0               | UCL                | 7                  | 1                  | SB          | 1           | 0           | 31     | 2      |        |
| Totale Club Bruges | Totale Club Bruges | Totale Club Bruges | 66+14      | 1+3        |                 | 8               | 0               |                    | 31                 | 2                  |             | 1           | 0           | 120    | 6      |        |
| Totale carriera    | Totale carriera    | Totale carriera    | 145        | 9          |                 | 14              | 1               |                    | 45                 | 3                  |             | 1           | 0           | 205    | 13     |        |

### Cronologia presenze e reti in nazionale
| Cronologia completa delle presenze e delle reti in nazionale ― Nigeria | Cronologia completa delle presenze e delle reti in nazionale ― Nigeria | Cronologia completa delle presenze e delle reti in nazionale ― Nigeria | Cronologia completa delle presenze e delle reti in nazionale ― Nigeria | Cronologia completa delle presenze e delle reti in nazionale ― Nigeria | Cronologia completa delle presenze e delle reti in nazionale ― Nigeria | Cronologia completa delle presenze e delle reti in nazionale ― Nigeria | Cronologia completa delle presenze e delle reti in nazionale ― Nigeria |
| Data                                                                   | Città                                                                  | In casa                                                                | Risultato                                                              | Ospiti                                                                 | Competizione                                                           | Reti                                                                   | Note                                                                   |
| ---------------------------------------------------------------------- | ---------------------------------------------------------------------- | ---------------------------------------------------------------------- | ---------------------------------------------------------------------- | ---------------------------------------------------------------------- | ---------------------------------------------------------------------- | ---------------------------------------------------------------------- | ---------------------------------------------------------------------- |
| 27-9-2022                                                              | Blida                                                                  | Algeria                                                                | 2 – 1                                                                  | Nigeria                                                                | Amichevole                                                             | -                                                                      | 85’                                                                    |
| 10-9-2023                                                              | Uyo                                                                    | Nigeria                                                                | 6 – 0                                                                  | São Tomé e Príncipe                                                    | Qual. Coppa d'Africa 2023                                              | -                                                                      | 82’                                                                    |
| 16-10-2023                                                             | Albufeira                                                              | Mozambico                                                              | 2 – 3                                                                  | Nigeria                                                                | Amichevole                                                             | -                                                                      | 61’                                                                    |
| 8-1-2024                                                               | Abu Dhabi                                                              | Guinea                                                                 | 2 – 0                                                                  | Nigeria                                                                | Amichevole                                                             | -                                                                      | 73’                                                                    |
| 22-1-2024                                                              | Abidjan                                                                | Guinea-Bissau                                                          | 0 – 1                                                                  | Nigeria                                                                | Coppa d'Africa 2023 - 1º turno                                         | -                                                                      | 63’                                                                    |
| 22-3-2024                                                              | Marrakech                                                              | Ghana                                                                  | 1 – 2                                                                  | Nigeria                                                                | Amichevole                                                             | -                                                                      | 72’                                                                    |
| 26-3-2024                                                              | Bamako                                                                 | Mali                                                                   | 2 – 0                                                                  | Nigeria                                                                | Amichevole                                                             | -                                                                      | 73’                                                                    |
| 7-6-2024                                                               | Uyo                                                                    | Nigeria                                                                | 1 – 1                                                                  | Sudafrica                                                              | Qual. Mondiali 2026                                                    | -                                                                      | 80’                                                                    |
| 10-6-2024                                                              | Abidjan                                                                | Benin                                                                  | 2 – 1                                                                  | Nigeria                                                                | Qual. Mondiali 2026                                                    | 1                                                                      |                                                                        |
| 7-9-2024                                                               | Uyo                                                                    | Nigeria                                                                | 3 – 0                                                                  | Benin                                                                  | Qual. Coppa d'Africa 2025                                              | -                                                                      | 80’                                                                    |
| 10-9-2024                                                              | Kigali                                                                 | Ruanda                                                                 | 0 – 0                                                                  | Nigeria                                                                | Qual. Coppa d'Africa 2025                                              | -                                                                      | 70’                                                                    |
| 11-10-2024                                                             | Uyo                                                                    | Nigeria                                                                | 1 – 0                                                                  | Libia                                                                  | Qual. Coppa d'Africa 2025                                              | -                                                                      | 74’                                                                    |
| 14-11-2024                                                             | Abidjan                                                                | Benin                                                                  | 1 – 1                                                                  | Nigeria                                                                | Qual. Coppa d'Africa 2025                                              | -                                                                      | 46’                                                                    |
| 18-11-2024                                                             | Uyo                                                                    | Nigeria                                                                | 1 – 2                                                                  | Ruanda                                                                 | Qual. Coppa d'Africa 2025                                              | -                                                                      |                                                                        |
| 21-3-2025                                                              | Kigali                                                                 | Ruanda                                                                 | 0 – 2                                                                  | Nigeria                                                                | Qual. Mondiali 2026                                                    | -                                                                      | 67’                                                                    |
| 25-3-2025                                                              | Uyo                                                                    | Nigeria                                                                | 1 – 1                                                                  | Zimbabwe                                                               | Qual. Mondiali 2026                                                    | -                                                                      | 78’                                                                    |
| 6-6-2025                                                               | Mosca                                                                  | Russia                                                                 | 1 – 1                                                                  | Nigeria                                                                | Amichevole                                                             | -                                                                      |                                                                        |
| Totale                                                                 |                                                                        | Presenze                                                               | 17                                                                     |                                                                        | Reti                                                                   | 1                                                                      |                                                                        |

## Palmarès

### Club

#### Competizioni nazionali
- Coppa di Danimarca: 1

Midtjylland: 2021-2022
- Campionato belga: 1

Club Bruges: 2023-2024
- Coppa del Belgio: 1

Club Bruges: 2024-2025
- Supercoppa del Belgio: 1

Club Bruges: 2025